# Candida (geslacht)
Candida is een geslacht van gisten die schimmelinfecties (candidiasis) kunnen veroorzaken.

## Soorten
Volgens Index Fungorum telt het geslacht 246 soorten (peildatum juli 2023):
| Soortnaam                  | Auteur(s)                                                                               | Publicatiejaar |
| -------------------------- | --------------------------------------------------------------------------------------- | -------------- |
| Candida adriatica          | Čadež, Cardinali, Ciafardini & G. Péter                                                 | 2012           |
| Candida aechmeae           | Landell & P. Valente                                                                    | 2010           |
| Candida africana           | H.-J. Tietz, Hopp, Schmalreck, Sterry & Czaika                                          | 2001           |
| Candida akabanensis        | Nakase, M. Suzuki, M. Takash., Rosadi, Hermosillo & Komag.                              | 1994           |
| Candida alai               | S.O. Suh, N.H. Nguyen & M. Blackw.                                                      | 2008           |
| Candida albicans           | (C.P. Robin) Berkhout                                                                   | 1923           |
| Candida allociferrii       | Ueda-Nishim. & Mikata                                                                   | 2002           |
| Candida amphicis           | S.O. Suh, N.H. Nguyen & M. Blackw.                                                      | 2005           |
| Candida anglica            | Kurtzman, Robnett & Yarrow                                                              | 2001           |
| Candida aquae-textoris     | Vallini, Frassinetti & Scorzetti                                                        | 1997           |
| Candida arabinofermentans  | Kurtzman & Dien                                                                         | 1998           |
| Candida arcana             | S.O. Suh & M. Blackw.                                                                   | 2005           |
| Candida argentea           | S.L. Holland, S.V. Avery & P.S. Dyer                                                    | 2011           |
| Candida ascalaphidarum     | N.H. Nguyen, S.O. Suh & M. Blackw.                                                      | 2008           |
| Candida asparagi           | F.Y. Bai & H.Z. Lu                                                                      | 2004           |
| Candida atlantica          | (Siepmann) S.A. Mey. & Simione                                                          | 1998           |
| Candida atmosphaerica      | Santa María                                                                             | 1959           |
| Candida auris              | Satoh & Makimura                                                                        | 2009           |
| Candida aurita             | A.V. Polyak. & Chernov                                                                  | 2002           |
| Candida bambusicola        | Nakase, Jindam., Am-in & Limtong                                                        | 2011           |
| Candida bentonensis        | Kurtzman                                                                                | 2005           |
| Candida berkhoutiae        | Nakase, Jindam., Am-in, C.F. Lee & Limtong                                              | 2011           |
| Candida berolinensis       | H.-J. Tietz, Hopp, Sterry & Czaika                                                      | 2001           |
| Candida bertae             | C. Ramírez & A.E. González                                                              | 1984           |
| Candida berthetii          | Boidin, Pignal, Mermiér & Arpin                                                         | 1963           |
| Candida blackwelliae       | F.Y. Bai & Z.H. Ji                                                                      | 2009           |
| Candida blankii            | H.R. Buckley & Uden                                                                     | 1968           |
| Candida blattae            | N.H. Nguyen, S.O. Suh & M. Blackw.                                                      | 2008           |
| Candida blattariae         | S.O. Suh, N.H. Nguyen & M. Blackw.                                                      | 2005           |
| Candida bohioensis         | S.O. Suh, N.H. Nguyen & M. Blackw.                                                      | 2008           |
| Candida boidinii           | C. Ramírez                                                                              | 1953           |
| Candida boleticola         | Nakase                                                                                  | 1971           |
| Candida bombicola          | (J.F.T. Spencer, Gorin & A.P. Tulloch) S.A. Mey. & Yarrow                               | 1978           |
| Candida bracarensis        | A. Correia, P. Samp., S.A. James & C. Pais                                              | 2006           |
| Candida broadrunensis      | S.O. Suh & J.J. Zhou                                                                    | 2013           |
| Candida bromeliacearum     | Ruivo, Pagnocca, Lachance & C.A. Rosa                                                   | 2005           |
| Candida buenavistaensis    | S.O. Suh, N.H. Nguyen & M. Blackw.                                                      | 2008           |
| Candida buinensis          | Soneda & S. Uchida                                                                      | 1971           |
| Candida californica        | (Mrak & McClung ex K.W. Anderson & C.E. Skinner) F.Y. Bai, Z.W. Wu & V. Robert          | 2006           |
| Candida carvajalis         | S.A. James, E.J. Carvajal, C.J. Bond, K. Cross, N.C. Núñez, Portero & I.N. Roberts      | 2009           |
| Candida caryicola          | Kurtzman                                                                                | 2001           |
| Candida castellii          | (Capr.) S.A. Mey. & Yarrow                                                              | 1978           |
| Candida cellulolytica      | Nakase, M. Suzuki, M. Takash., Hamam., Hatano & Kukui                                   | 1994           |
| Candida cerambycidarum     | S.O. Suh, N.H. Nguyen & M. Blackw.                                                      | 2005           |
| Candida cetoniae           | Gouliam., R.A. Dimitrov, M.T. Sm., M. Groenew. & Boekhout                               | 2016           |
| Candida chauliodis         | N.H. Nguyen, S.O. Suh & M. Blackw.                                                      | 2008           |
| Candida chilensis          | Grinb. & Yarrow                                                                         | 1970           |
| Candida citrica            | C. Ramírez                                                                              | 1984           |
| Candida coleopterorum      | F.L. Hui, X.J. Liu, Y.C. Ren, L.L. Xu, Z.H. Yi & S.T. Liu                               | 2016           |
| Candida colliculosa        | (Sacc. & D. Sacc.) S.A. Mey. & Yarrow                                                   | 1978           |
| Candida conglobata         | (Redaelli) Cif.                                                                         | 1960           |
| Candida corniculata        | Kuraishi                                                                                | 1958           |
| Candida corydali           | N.H. Nguyen, S.O. Suh & M. Blackw.                                                      | 2008           |
| Candida danieliae          | M. Groenew., V. Robert & M.T. Sm.                                                       | 2011           |
| Candida delhiana           | Mukerji & M. Khanna                                                                     | 1983           |
| Candida dendrica           | (Van der Walt, Klift & D.B. Scott) S.A. Mey. & Yarrow                                   | 1978           |
| Candida dendronema         | Van der Walt, Klift & D.B. Scott                                                        | 1971           |
| Candida derodonti          | S.O. Suh & M. Blackw.                                                                   | 2005           |
| Candida diddensiae         | (Phaff, Mrak & O.B. Williams) Fell & S.A. Mey.                                          | 1967           |
| Candida digboiensis        | G.S. Prasad, Mayilraj, Sood & Ban. Lal                                                  | 2005           |
| Candida diospyri           | F.Y. Bai & H.Z. Lu                                                                      | 2004           |
| Candida dosseyi            | N.H. Nguyen, S.O. Suh & M. Blackw.                                                      | 2008           |
| Candida dubliniensis       | D.J. Sullivan, Western., K.A. Haynes, Dés.E. Benn. & D.C. Coleman                       | 1995           |
| Candida duobushaemuli      | Cend.-Bueno, Kolecka, Alastr.-Izq., Gómez-López, Cuenc.-Estr. & Boekhout                | 2012           |
| Candida ecuadorensis       | S.A. James                                                                              | 2013           |
| Candida endomychidarum     | S.O. Suh, N.H. Nguyen & M. Blackw.                                                      | 2005           |
| Candida entomophila        | D.B. Scott, Van der Walt & Klift                                                        | 1971           |
| Candida eppingiae          | M. Groenew., V. Robert & M.T. Sm.                                                       | 2011           |
| Candida ethanolica         | Rybářová, Štros & Kock.-Krat.                                                           | 1980           |
| Candida ezoensis           | Nakase, Imanishi, Jindam. & Am-in                                                       | 2011           |
| Candida fermentati         | (Saito) F.Y. Bai                                                                        | 1996           |
| Candida flosculorum        | C.A. Rosa, Pagnocca, Lachance, Ruivo & A.O. Medeiros                                    | 2007           |
| Candida fluviatilis        | L.R. Hedrick                                                                            | 1976           |
| Candida fragicola          | Nakase                                                                                  | 1971           |
| Candida freyschussii       | H.R. Buckley & Uden                                                                     | 1968           |
| Candida friedrichii        | Uden & Windisch                                                                         | 1968           |
| Candida frijolesensis      | S.O. Suh, N.H. Nguyen & M. Blackw.                                                      | 2008           |
| Candida fukazawae          | Nakase, M. Suzuki, Sugita, S.O. Suh & Komag.                                            | 1999           |
| Candida fungicola          | Nakase, M. Suzuki, Sugita, S.O. Suh & Komag.                                            | 1999           |
| Candida germanica          | Kurtzman, Robnett & Yarrow                                                              | 2001           |
| Candida ghanaensis         | Kurtzman                                                                                | 2001           |
| Candida gigantensis        | S.O. Suh, N.H. Nguyen & M. Blackw.                                                      | 2008           |
| Candida glabrata           | (H.W. Anderson) S.A. Mey. & Yarrow                                                      | 1978           |
| Candida glaebosa           | Komag. & Nakase                                                                         | 1965           |
| Candida glucosophila       | Tokuoka, Ishit., Goto & Komag.                                                          | 1987           |
| Candida golubevii          | C.A. Rosa, Jindam., Limtong, Nakase, Pagnocca & Lachance                                | 2010           |
| Candida gorgasii           | S.O. Suh, N.H. Nguyen & M. Blackw.                                                      | 2005           |
| Candida haemuli            | (Uden & Kolip.) S.A. Mey. & Yarrow                                                      | 1978           |
| Candida hainanensis        | F.Y. Bai & S.A. Wang                                                                    | 2008           |
| Candida heliconiae         | Ruivo, Pagnocca, Lachance & C.A. Rosa                                                   | 2006           |
| Candida heveicola          | F.Y. Bai & S.A. Wang                                                                    | 2008           |
| Candida hispaniensis       | Kurtzman                                                                                | 2005           |
| Candida hyderabadensis     | R.Sreen. Rao, Bhadra, N.N. Kumar & Shivaji                                              | 2007           |
| Candida hydrocarbofumarica | K. Yamada, T. Furuk. & Nakahara ex Ramirez                                              | 1974           |
| Candida incommunis         | Y. Ohara, Nonom. & M. Yamaz.                                                            | 1965           |
| Candida inconspicua        | (Lodder & Kreger-van Rij) S.A. Mey. & Yarrow                                            | 1978           |
| Candida insectalens        | (D.B. Scott, Van der Walt & Klift) S.A. Mey. & Yarrow                                   | 1978           |
| Candida insectorum         | D.B. Scott, Van der Walt & Klift                                                        | 1972           |
| Candida intermedia         | (Cif. & Ashford) Langeron & Guerra                                                      | 1938           |
| Candida inulinophila       | Nakase, Jindam., Am-in & Limtong                                                        | 2011           |
| Candida jiufengensis       | F.Y. Bai & Z.H. Ji                                                                      | 2009           |
| Candida kanchanaburiensis  | Nakase, Jindam., Ninomiya, Imanishi, H. Kawas. & Potach.                                | 2008           |
| Candida kantuleensis       | Nitiyon, Khunnamw., Lertwatt. & Limtong                                                 | 2018           |
| Candida keroseneae         | Buddie, Bridge, J. Kelley & R.J. Ryan                                                   | 2011           |
| Candida khao-thaluensis    | J.Z. Groenew., M.T. Sm. & V. Robert                                                     | 2011           |
| Candida labiduridarum      | S.O. Suh, N.H. Nguyen & M. Blackw.                                                      | 2008           |
| Candida lassenensis        | Kurtzman                                                                                | 1999           |
| Candida leandrae           | Ruivo, Pagnocca, Lachance & C.A. Rosa                                                   | 2004           |
| Candida lessepsii          | S.O. Suh, N.H. Nguyen & M. Blackw.                                                      | 2005           |
| Candida linzhiensis        | F.Y. Bai & Z.W. Wu                                                                      | 2006           |
| Candida lipophila          | Lachance, C.A. Rosa, Starmer, Schlag-Edl., J.S.F. Barker & J.M. Bowles                  | 1998           |
| Candida lodderae           | Kumbh.                                                                                  | 1981           |
| Candida lundiana           | Saks., M. Suzuki, Lumyong, Ohkuma & Chantaw.                                            | 2012           |
| Candida lyxosophila        | Van der Walt, N.P. Ferreira & Steyn                                                     | 1987           |
| Candida magnifica          | Verona                                                                                  | 1998           |
| Candida maltosa            | Komag., Nakase & Katsuya                                                                | 1964           |
| Candida manassasensis      | S.O. Suh & J.J. Zhou                                                                    | 2013           |
| Candida margitis           | F.L. Hui, X.J. Liu, Y.C. Ren, L.L. Xu, Z.H. Yi & S.T. Liu                               | 2016           |
| Candida maris              | (Uden & Zobell) S.A. Mey. & Yarrow                                                      | 1978           |
| Candida melibiosica        | H.R. Buckley & Uden                                                                     | 1968           |
| Candida membranifaciens    | (Lodder & Kreger-van Rij) Wick. & Burton                                                | 1954           |
| Candida mengyuniae         | Jian He & Bo Chen                                                                       | 2009           |
| Candida mesenterica        | (A. Geiger) Diddens & Lodder                                                            | 1942           |
| Candida metapsilosis       | Tavanti, A. Davidson, Gow, M. Maiden & Odds                                             | 2005           |
| Candida methanosorbosa     | (S. Abe & Yokote) J.A. Barnett, R.W. Payne & Yarrow                                     | 1983           |
| Candida michaelii          | S.O. Suh, N.H. Nguyen & M. Blackw.                                                      | 2005           |
| Candida middelhoveniana    | J.R.A. Ribeiro, P.M.B. Carvalho, A.S. Cabral, A. Macrae, Mend.-Hagler, Berbara & Hagler | 2011           |
| Candida mogii              | Vidal-Leir.                                                                             | 1967           |
| Candida montana            | Goto & Oguri                                                                            | 1983           |
| Candida montrocheri        | M. Morelet                                                                              | 1968           |
| Candida morakotiae         | Nakase, Jindam., Ninomiya, Imanishi & H. Kawas.                                         | 2009           |
| Candida multis-gemmis      | (Buhagiar) S.A. Mey. & Yarrow                                                           | 1978           |
| Candida namnaoensis        | Nakase, Jindam., Am-In, Ninomiya & H. Kawas.                                            | 2012           |
| Candida nanaspora          | Saëz & Rodr. Mir.                                                                       | 1988           |
| Candida neerlandica        | Kurtzman, Robnett & Yarrow                                                              | 2001           |
| Candida nemodendra         | (Van der Walt, Klift & D.B. Scott) S.A. Mey. & Yarrow                                   | 1978           |
| Candida nitratophila       | (Shifrine & Phaff) S.A. Mey. & Yarrow                                                   | 1978           |
| Candida nivariensis        | Alcoba-Flórez, Méndez-Álv., Cano, Guarro, Pérez-Roth & Arévalo                          | 2005           |
| Candida nongkhaiensis      | Nakase, Jindam., Am-in & Limtong                                                        | 2011           |
| Candida nonsorbophila      | Nakase, Jindam., Am-in, Ninomiya, H. Kawas. & Limtong                                   | 2009           |
| Candida norvegica          | (Reiersöl) S.A. Mey. & Yarrow                                                           | 1978           |
| Candida odintsovae         | Babeva, Reshetova, Blagod. & Galimova                                                   | 1989           |
| Candida olivae             | Nisiotou, Panagou & Nychas                                                              | 2010           |
| Candida onishii            | Kumbh.                                                                                  | 1981           |
| Candida orba               | Starmer, Phaff, Ganter & Lachance                                                       | 2001           |
| Candida oregonensis        | Phaff & Carmo Souza                                                                     | 1962           |
| Candida orthopsilosis      | Tavanti, A. Davidson, Gow, M. Maiden & Odds                                             | 2005           |
| Candida ovalis             | Kumam. & M. Yamam.                                                                      | 1987           |
| Candida oxycetoniae        | F.Y. Bai & Z.H. Ji                                                                      | 2009           |
| Candida palmioleophila     | Nakase & Itoh                                                                           | 1988           |
| Candida palmyrensis        | S.O. Suh & J.J. Zhou                                                                    | 2010           |
| Candida parablackwelliae   | F.L. Hui & L.N. Huang                                                                   | 2019           |
| Candida parachauliodes     | F.L. Hui, X.J. Liu, Y.C. Ren, L.L. Xu, Z.H. Yi & S.T. Liu                               | 2016           |
| Candida parapolymorpha     | S.O. Suh & J.J. Zhou                                                                    | 2010           |
| Candida parapsilosis       | (Ashford) Langeron & Talice                                                             | 1932           |
| Candida pellucidi          | Glushakova, Tomashevskaya & Kachalkin                                                   | 2020           |
| Candida peoriensis         | Kurtzman                                                                                | 2001           |
| Candida piceae             | Kurtzman                                                                                | 2000           |
| Candida picinguabensis     | Ruivo, Pagnocca, Lachance & C.A. Rosa                                                   | 2006           |
| Candida pignaliae          | (F.H. Jacob) S.A. Mey. & Yarrow                                                         | 1978           |
| Candida pinus              | (Lodder & Kreger-van Rij) S.A. Mey. & Yarrow                                            | 1978           |
| Candida plutei             | S.O. Suh & M. Blackw.                                                                   | 2005           |
| Candida ponderosae         | Kurtzman                                                                                | 2001           |
| Candida pseudoaaseri       | Pfüller, Y. Gräser, M. Erhard & M. Groenew.                                             | 2011           |
| Candida pseudocylindracea  | F.Y. Bai & Chen Wang bis                                                                | 2009           |
| Candida pseudofarinosa     | S. Mallet, S. Weiss, N. Jacques & Casarég.                                              | 2012           |
| Candida pseudoflosculorum  | M. Groenew., V. Robert & M.T. Sm.                                                       | 2011           |
| Candida pseudoglaebosa     | M. Suzuki & Nakase                                                                      | 1993           |
| Candida pseudohaemuli      | Sugita, M. Takash., Poonwan & Mekha                                                     | 2006           |
| Candida pseudointermedia   | Nakase, Komag. & Fukaz.                                                                 | 1976           |
| Candida pseudojiufengensis | F.Y. Bai & Z.H. Ji                                                                      | 2009           |
| Candida pseudolambica      | M.T. Sm. & Poot                                                                         | 1989           |
| Candida pseudotumoralis    | Morquer, E. Puget & Bazex                                                               | 1954           |
| Candida psychrophila       | (Goto, Sugiy. & Iizuka) S.A. Mey. & Yarrow                                              | 1978           |
| Candida qinlingensis       | F.Y. Bai & H.Z. Lu                                                                      | 2004           |
| Candida quercuum           | Nakase                                                                                  | 1971           |
| Candida railenensis        | C. Ramírez & A.E. González                                                              | 1984           |
| Candida restingae          | C.A. Rosa, Lachance, Starmer, J.S.F. Barker, J.M. Bowles & Schlag-Edl.                  | 1999           |
| Candida rhizophorensis     | Fell, M.H. Gut., Statzell & Scorzetti                                                   | 2011           |
| Candida rignihuensis       | C. Ramírez & A.E. González                                                              | 1984           |
| Candida rishiriensis       | Nakase, Imanishi, Ninomiya & M. Takash.                                                 | 2010           |
| Candida robnettiae         | M. Groenew., V. Robert & M.T. Sm.                                                       | 2011           |
| Candida rongomai-pounamu   | Padamsee, B.S. Weir, M.E. Petterson & P.K. Buchanan                                     | 2017           |
| Candida ruelliae           | Saluja & G.S. Prasad                                                                    | 2008           |
| Candida rugopelliculosa    | Nakase                                                                                  | 1971           |
| Candida sagamina           | Nakase, M. Suzuki, Sugita, S.O. Suh & Komag.                                            | 1999           |
| Candida saitoana           | Nakase & M. Suzuki                                                                      | 1985           |
| Candida sake               | (Saito & M. Ota) Uden & H.R. Buckley ex S.A. Mey. & Ahearn                              | 1983           |
| Candida santamariae        | Montrocher                                                                              | 1967           |
| Candida santjacobensis     | C. Ramírez & A.E. González                                                              | 1984           |
| Candida saopauloensis      | Ruivo, Pagnocca, Lachance & C.A. Rosa                                                   | 2006           |
| Candida savonica           | Sonck                                                                                   | 1974           |
| Candida schatavii          | (Kock.-Krat. & Ondrush.) S.A. Mey. & Yarrow                                             | 1978           |
| Candida sequanensis        | Saëz & Rodr. Mir.                                                                       | 1984           |
| Candida sharkensis         | Fell, M.H. Gut., Statzell & Scorzetti                                                   | 2011           |
| Candida silvanorum         | Van der Walt, Klift & D.B. Scott                                                        | 1971           |
| Candida silvatica          | (Van der Walt, Klift & D.B. Scott) S.A. Mey. & Yarrow                                   | 1978           |
| Candida silvicultrix       | Van der Walt, D.B. Scott & Klift                                                        | 1972           |
| Candida sinolaborantium    | S.O. Suh, N.H. Nguyen & M. Blackw.                                                      | 2005           |
| Candida sojae              | Nakase, M. Suzuki, M. Takash., Yozo Miyak., Kagaya, Fukaz. & Komag.                     | 1994           |
| Candida solani             | Lodder & Kreger-van Rij                                                                 | 1952           |
| Candida soli               | Okuma & Goto                                                                            | 1987           |
| Candida sonorensis         | (M.W. Mill., Phaff, M. Miranda, Heed & Starmer) S.A. Mey. & Yarrow                      | 1978           |
| Candida sophiae-reginae    | C. Ramírez & A.E. González                                                              | 1984           |
| Candida sorboxylosa        | Nakase                                                                                  | 1971           |
| Candida spenceri           | Nakase, Jindam., Imanishi, Am-In, Ninomiya, H. Kawas. & Limtong                         | 2010           |
| Candida spencermartinsiae  | Statzell, Scorzetti & Fell                                                              | 2010           |
| Candida sphagnicola        | Kachalkin & Yurkov                                                                      | 2011           |
| Candida subhashii          | M. Groenew., Sigler & S.E. Richardson                                                   | 2009           |
| Candida succicola          | Nakase, Jindam., Am-in & Limtong                                                        | 2011           |
| Candida succiphila         | J.D. Lee & Komag.                                                                       | 1980           |
| Candida suecica            | Rodr. Mir. & Norkrans                                                                   | 1968           |
| Candida suthepensis        | Saks., M. Suzuki, Lumyong, Ohkuma & Chantaw.                                            | 2012           |
| Candida suzukii            | G. Péter, Tornai-Leh., Fülöp & Dlauchy                                                  | 2003           |
| Candida takamatsuzukensis  | Nagats., Kiyuna, R. Kigawa & Sugiy.                                                     | 2009           |
| Candida tallmaniae         | J.Z. Groenew., M.T. Sm. & V. Robert                                                     | 2011           |
| Candida tammaniensis       | Kurtzman & Robnett                                                                      | 1998           |
| Candida taylorii           | Statzell, Scorzetti & Fell                                                              | 2010           |
| Candida temnochilae        | S.O. Suh, N.H. Nguyen & M. Blackw.                                                      | 2005           |
| Candida tetrigidarum       | S.O. Suh, N.H. Nguyen & M. Blackw.                                                      | 2008           |
| Candida tibetensis         | F.Y. Bai & Z.W. Wu                                                                      | 2006           |
| Candida tocantinensis      | A.C. Barbosa, C.G. Morais, C.G. Morais, L.H. Rosa, Pimenta, Lachance & C.A. Rosa        | 2012           |
| Candida tocantinsensis     | A.C. Barbosa, Morais, Morais, C.A. Rosa, Pimenta, Lachance & C.A. Rosa                  | 2011           |
| Candida touchengensis      | Nakase, Jindam., Am-in & Limtong                                                        | 2011           |
| Candida transvaalensis     | Kurtzman                                                                                | 2007           |
| Candida tropicalis         | (Castell.) Berkhout                                                                     | 1923           |
| Candida trypodendri        | Kurtzman & Robnett                                                                      | 1998           |
| Candida tsuchiyae          | Nakase & M. Suzuki                                                                      | 1985           |
| Candida tumulicola         | Nagats., Kiyuna, R. Kigawa & Sugiy.                                                     | 2009           |
| Candida tunisiensis        | Eddouzi, V. Hofst., M. Groenew., Manai & Sanglard                                       | 2013           |
| Candida ubatubensis        | Ruivo, Pagnocca, Lachance & C.A. Rosa                                                   | 2005           |
| Candida ulmi               | Kurtzman                                                                                | 2000           |
| Candida vartiovaarae       | (Capr.) Uden & H.R. Buckley                                                             | 1983           |
| Candida vaughaniae         | J.Z. Groenew., M.T. Sm. & V. Robert                                                     | 2011           |
| Candida vespimorsuum       | Padamsee, B.S. Weir, M.E. Petterson & P.K. Buchanan                                     | 2017           |
| Candida vini               | (J.N. Vallot ex Desm.) Uden & H.R. Buckley ex S.A. Mey. & Ahearn                        | 1983           |
| Candida viswanathii        | Sandu & H.S. Randhawa                                                                   | 1962           |
| Candida vrieseae           | Landell & P. Valente                                                                    | 2010           |
| Candida wancherniae        | Nakase, Jindam., Ninomiya, Imanishi & H. Kawas.                                         | 2009           |
| Candida wuzhishanensis     | F.Y. Bai & Chen Wang bis                                                                | 2009           |
| Candida xiaguanensis       | F.L. Hui, X.J. Liu, Y.C. Ren, L.L. Xu, Z.H. Yi & S.T. Liu                               | 2016           |
| Candida xylosifermentans   | Kaewwich., Khunnamw., Am-In, Jindam., M. Groenew. & Limtong                             | 2019           |
| Candida xyloterini         | S.O. Suh & J.J. Zhou                                                                    | 2010           |
| Candida yunnanensis        | F.L. Hui & L.N. Huang                                                                   | 2019           |
| Candida zemplinina         | Sipiczki                                                                                | 2003           |
| Candida zeylanoides        | (Castell.) Langeron & Guerra                                                            | 1938           |